# Drágán add az életed!
A Drágán add az életed! (Die Hard) 1988-ban bemutatott amerikai akciófilm John McTiernan rendezésében. A Die Hard sorozat első része. A forgatókönyvet Roderick Thorp Semmi nem tart örökké (1979) című regénye alapján Jeb Stuart és Steven E. de Souza írta. A főszerepben Bruce Willis látható, akinek a produkció – a rendkívüli sikernek köszönhetően – meghatározó állomás volt karrierjében: megalapozta akcióhősi imázsát.

## Cselekmény
John McClane New York-i rendőrnyomozó karácsonykor Los Angelesbe érkezik, hogy találkozzon elhidegült feleségével, az üzleti életben sikeres Hollyval. Egy beszédes sofőrrel megáldott limuzin veszi fel, és Holly munkahelyéhez, a vállalati tulajdonos után elnevezett Nakatomi Torony irodaházhoz viszi. Míg Argyle, a sofőr az épület földalatti parkológarázsában vár Johnra, ő csatlakozik a karácsonyi partihoz, ahol találkozik felesége főnökével, Takagival és munkatársával, Ellisszel. Mikor végre rátalál Hollyra (aki leánykori nevét, a Gennarót használja), kettesben maradva rögtön veszekedésbe kezdenek. A nő egyedül hagyja férjét egy kis szobában, ahol a férfi kipihenni készül a hosszú repülőutat.
Azonban a német Hans Gruber vezetésével váratlanul egy tizenháromfős terroristacsoport szállja meg és veszi irányítása alá az épületet. A bulin résztvevőket túszul ejtik, Takagit pedig elvonszolják. Kiderül, csak látszólag terroristák: valójában több százmillió dollárt érő, bemutatóra szóló kötvényt készülnek ellopni a torony biztonsági széfjéből. Mikor Takagi nem hajlandó közölni a széf kódját, végeznek vele, majd Theo, a csapat technikai zsenije megkezdi a védőzárak szisztematikus feloldását.
McClane-nek, bár cipője nélkül, de sikerül kereket oldania, mialatt Gruber emberei az összes helyiségből kiterelik az embereket. John megkísérel segítséget hívni a tűzriasztóval, azonban szembekerül az egyik terroristával, Tonyval, akit végül megöl. A halott férfi gépfegyverével és rádióvevőjével felszerelve McClane a tetőre megy, hogy újfent segítséget hívjon, azonban a rendőrség elutasítja őt, egészen addig, míg meg nem hallják Tony bosszúszomjas bátyja, Karl lövéseit. Al Powell őrmestert, a Los Angeles-i rendőrség járőrét küldik a helyszínre, miközben John újabb két ellenségével végez, így megszerzi a Gruberék számára nélkülözhetetlen detonátort és mellé némi C4-es robbanószert.
Takagi halálával Hollynak kell átvennie a Gruberrel való kommunikációt a túszok érdekében, mivel ő a második a céges ranglétrán. Amikor e minőségében kényszerűen Gruberhez fordul, neki is leánykori nevén mutatkozik be. Határozott fellépésével el tudja érni, hogy a túszok legalább a mosdóba elmehessenek  a fegyveresek szigorú felügyelete alatt, és megengedik nekik, hogy állapotos kolléganőjüket egy heverőre lefektessék.
A toronyhoz küldött járőr, Al a bejáratnál ugyan látszólag mindent rendben talál (Gruber és csapata ilyen látogatásra is fel van készülve: az egyikük biztonsági őrnek öltözve látszólag meccset néz a bejáratnál), és már éppen vaklármát jelentve távozni készül, amikor McClane-nek végül sikerül felhívnia a figyelmét azzal, hogy a kocsijára hajítja az egyik bandatag hulláját. A rendőrség végül megfelelő erőkkel válaszol, azonban ezzel csupán terve gyorsabb végrehajtására ösztönzik Grubert, aki a rendőrség antiterrorista akcióinak menetrendjével tökéletesen tisztában van, sőt a terveit annak alapján dolgozta ki. A helyi rendőrség tehetetlenségét látva McClane folytatja egyszemélyes háborúját, melyben egyetlen szövetségese az épületen kívül lévő Powell. Mikor látja, hogy a rendőrség rohama kudarcba fulladt és a túszejtők kegyetlenül lövik a kommandósokat, John a liftaknán keresztül C4-gyel felrobbantja az épület egy részét, ezzel zavart kelt és megöl két bandatagot is. A helyzet eszkalálódása miatt az FBI is bekapcsolódik a túszdrámába, és közben a sajtó is megneszeli a történteket: a tévécsatornák közvetítőkocsijai a helyszínre mennek, köztük a kiváló informátorokkal rendelkező, karrieréhes, de felelőtlen tévériporter, Richard Thornburg.
Ellis egyre idegesebb lesz, és akcióra szánja el magát: ostobán azt hiszi, alkut köthet McClane és Gruber között a detonátor visszaszerzésére cserébe a túszok elengedéséért, ezért felajánlja közvetítését Grubernek azzal, hogy McClane régi barátjának adja ki magát. Ellis azonban nem jár sikerrel, így Takagihoz hasonlóan megölik. Gruber nemsokára váratlanul szemtől szemben találja magát McClane-nel. Ravaszsága eredményesnek bizonyul, mikor egy megszökött túsznak adja ki magát, s így visszaszerzi a detonátort, embereivel pedig sarokba szorítja Johnt, így az kénytelen mezítláb a szándékosan szétlőtt berendezésből származó üvegszilánk-tengeren végigfutni, miközben újabb két ellenséget likvidál.
Mialatt Theónak sikerül felnyitnia a páncéltermet, odakint Thornburg tudomására jut McClane neve és családi állapota, így Holly otthonába megy a jó sztoriért: az illegális bevándorlóként dolgozó házvezetőnőt megfenyegetve a pár két kisgyermekének tesz fel kérdéseket. Gruber – aki látja a riportot a tévében és megtalálja a gyerekek és John fotóját Holly asztalán – mindjárt felismeri a kezében lévő ütőkártyát: túszként magával viszi a nőt, miközben a többi túszt a fegyveresek felterelik a tetőre, mintha ez lenne az elvonulásuk útja.
Miután ellátta lábsérüléseit, John kisakkozza Hans tervét, miszerint az fel akarja robbantani a túszokat az épület tetején. Mikor ennek megakadályozására indul, „kénytelen lesz” végezni Karllal és annak egyik társával. John időben visszatereli a túszokat, miközben a helikopterben ülő, Vietnámot is megjárt FBI-ügynök Johnt is terroristának nézve automata fegyverből tüzel rá. Gruber élesíti a robbanóeszközt: a tető és a felette köröző Szövetségi Nyomozóiroda-helikopter felrobban, John pedig úgy menekül meg a robbanás elől, hogy a derekához erősített tűzoltótömlővel leveti magát a toronyról, s néhány emelettel lejjebb beugrik egy irodaablakon.
Ezalatt a parkolóban álló limóban szórakozgató és a fenti eseményekről mit sem sejtő Argyle a rádiónak köszönhetően tudomást szerez a helyzetről, majd sikerül ártalmatlanná tennie Theót, aki egy mentőautóba akarja átpakolni a kötvényeket.
A végső összecsapásra a kimerült és sérült McClane és a Hollyra fegyvert szegező Gruber között a 32. emeleten kerül sor: a ragasztószalaggal a hátához rögzített pisztollyal John megadást színlel, majd egy alkalmas pillanatban lelövi Gruber utolsó emberét és magát Hanst is, aki az ablakon kiesve magával rántja Hollyt. Johnnak végül sikerül kioldania felesége Rolexének csatját, melybe Gruber kapaszkodik, így a terroristavezér több tucat emeletet zuhan a halálba.
Amint a túszok, McClane és felesége elhagyják az épületet, hirtelen a látszólag elpusztíthatatlan Karl jelenik meg, s egy utolsó kísérletet tesz, hogy végezzen a rendőrrel. McClane felesége elé lép pajzsként, azonban Karl az, aki golyót kap. A lövést Powell őrmester adta le, aki korábban véletlenül meglőtt egy a sérülésébe később belehaló tinédzsert, s azóta nem mert fegyvert használni senkivel szemben. A hős John és Holly végül Argyle limójában elhagyják a torony környékét, előtte a nő azonban még jól képen törli a sztorijához ragaszkodó Thornburg-öt.

## Szereplők
| Szereplő                                  | Színész               | Magyar hang     | Magyar hang      |
| Szereplő                                  | Színész               | 1. szinkron     | 2. szinkron      |
| ----------------------------------------- | --------------------- | --------------- | ---------------- |
| John McClane                              | Bruce Willis          | Vass Gábor      | Dörner György    |
| Hans Gruber, a terroristacsoport vezetője | Alan Rickman          | Helyey László   | Széles László    |
| Holly Gennaro McClane                     | Bonnie Bedelia        | Andresz Kati    | Orosz Anna       |
| Al Powell őrmester                        | Reginald VelJohnson   | Bata János      | Gesztesi Károly  |
| Karl (Hans Gruber egyik embere)           | Alexander Godunov     | Böröndi Tamás   | Rékasi Károly    |
| Richard Thornburg                         | William Atherton      | Dimulász Miklós | Fazekas István   |
| Harry Ellis                               | Hart Bochner          | Beregi Péter    | Kőszegi Ákos     |
| Argyle, McClane limuzinsofőrje            | De`voreaux White      | Kassai Károly   | Csőre Gábor      |
| Dwayne T. Robinson helyettes rendőrfőnök  | Paul Gleason          | Uri István      | Ujréti László    |
| Joseph Yoshinobu Takagi                   | James Shigeta         | Perlaki István  | Cs. Németh Lajos |
| Johnson különleges FBI-ügynök             | Robert Davi           | Szokolay Ottó   | Trokán Péter     |
| Johnson FBI ügynök                        | Grand L. Bush         | Kalocsay Miklós | Galambos Péter   |
| Theo (Hans Gruber egyik embere)           | Clarence Gilyard, Jr. | Lesznek Tibor   | Hujber Ferenc    |
| Marco (Hans Gruber egyik embere)          | Lorenzo Caccialanza   | Kárpáti Tibor   | Bicskey Lukács   |

## Érdekességek
- Az utolsó jelenetben, mikor Karl feltűnik, hogy végezzen McClane-nel, James Horner A bolygó neve: Halál című filmhez írt zenéjének kis részletét hallhatjuk. A „Resolution and Hyperspace” a filmzenealbumról való, amin a track első felét végül nem használták az Aliens eredeti változatában.
- A német szinkronban a német terroristák nevét és hátterét angol formájúra (többnyire a brit megfelelőikre) változtatták: Hansból Jack lett, Karlt Charlie-ra cserélték, Heinrich a Henry nevet kapta stb. Az új háttértörténetük szerint radikális ír aktivisták, akik az ideológiát hátrahagyva a pénzre mennek. (Mindez később furcsa zavarhoz vezetett a történetben, mivel a Die Hard – Az élet mindig drága című folytatásban a főgonosz, Hans Gruber bátyja mégis német.) Az első rész német változatában a változtatásra azért volt szükség, mert a német terrorizmus (különösen a Vörös Hadsereg Frakció) az 1980-as években még túlzottan érzékeny témának számított a német kormány számára.
- Az a rövid párbeszéd, amikor a filmben Hans Gruber azt mondja McClane-nek, „ezúttal John Wayne nem lovagol el Grace Kellyvel a naplementébe,” Willis pedig azt válaszolja, „Az Gary Cooper volt, te seggfej” egyértelmű utalás az 1952-es westernre, a Délidőre.
- A DVD-kiadás audiokommentárjában a következő információra derül fény:
  - A Nakatomi épület valójában a Twentieth Century Fox főhadiszállása.
  - Abban a jelenetben, mikor Alan Rickmant leeresztik az épület ablakából, hogy Hans-ként harminc emeletet zuhanjon, úgy tájékoztatták, hogy a kaszkadőr hármat számol, s azután engedi el. Azonban a kaszkadőr már kettőnél eleresztette a színészt, így a filmben az arca valódi meglepettségről árulkodik.
  - A terroristák zöme egy teherautón érkezik, ami azonban nyilvánvalóan nem elég nagy ahhoz, hogy mindannyian elférjenek benne, s ugyanez elmondható a mentőautóról is. Mikor az érkezési jelenetet forgatták, az írók még nem tudták pontosan, mit fognak menekülési eszközként használni.
  - A terroristák teherautójának neve „Pacific Courier”, ami „Békehozót” jelent. Ez a cégnév jelenik meg a Féktelenülben is a felrobbanó repülőgépen.
  - Gyakran emlegetik, hogy Bruce Willis improvizálta szerepe emocionális megnyilvánulását Powell felé (miközben lábából húzza ki az üvegszilánkokat), s hogy ennek hatására választotta őt Terry Gilliam a 12 majom főszerepére. Azonban a Drágán add az életed! forgatókönyvéből kiderül, hogy Willis csak nagyon kevéssé tért el az eredetileg megírt jelenettől.
- A TV-csatornához meghívott pszichológus tévesen Helsinki-szindrómának nevezi a Stockholm-szindrómát. Ami lehet poén is a fővárosok keverése, és a rá adott válasz miatt, vagy csupán azt érzékelteti, hogy mennyire nem a helyzethez illő az elemzés.

## Fogadtatás
Mikor a Drágán add az életed!-et bemutatták, kora egyik legjobb akciófilmjének bizonyult. A műfaj felélesztőjeként tartják számon, ami az 1990-es években olyan filmek megvalósulását alapozta meg, mint az Úszó erőd, Az 57-es utas vagy a Féktelenül. A „Die Hard egy _____-n” általános módja lett számos elkövetkezendő akciófilm története körülírásának. A film szerepet játszott a korábbinál messze esendőbb és emberibb, kevés ruhadarabot viselő és keveset (köztük „egysorosokat”) beszélő, állandóan kemény tekintetű akcióhős archetípusának megteremtésében. A Drágán add az életed! 80,7 millió dollárt gyűjtött az amerikai mozikban, s további ötvenötöt a világ többi részén.
A kritikusok által is széles körben méltatott film több folytatást is szült: a Még drágább az életed (1990) új rendezővel, a Die Hard – Az élet mindig drága (1995) ismét McTiernan vezénylete alatt készült el. A negyedik rész, Die Hard 4.0 – Legdrágább az életed címmel közel húsz évvel az eredeti után, 2007 júniusában került a mozikba. A Budapesten is forgatott ötödik részt Die Hard – Drágább, mint az életed címmel 2013-ban mutatták be.

## Videójátékok
Több videójáték is készült a Die Hard-sorozat alapján, ezek: a Die Hard Trilogy, a Die Hard Trilogy 2: Viva Las Vegas, a Die Hard Arcade, a Die Hard: Vendetta és a Die Hard: Nakatomi Plaza. (A Nakatomi Plaza mint helyszín a SWAT-3 játék egyik küldetésében is szerepelt.) Az eredeti filmhez kapcsolódóan Nintendón is jelent meg fejlesztés.

## Paródiák
- A Halálos fegyver-filmeket parodizáló Haláli fegyverben van egy jelenet, ahol véletlenül szétlövik a John McClane-ként megjelenő, a támadásra fehér zászlót lengető Bruce Willis lakókocsiját.
- A Drágám, add az életed! című Leslie Nielsen-film elsősorban a James Bond-filmek paródiája, noha több más akciómozit is kifiguráz. Érdekes módon, a Drágán add az életed!-et csupán címében idézi meg. (A film eredeti, angol nyelvű címe Spy Hard, ami egyszerre utal a Die Hardra és James Bondra.)